# Nekrolog 1204
Nekrolog
◄◄
| ◄
| 1200
| 1201
| 1202
| 1203
| 1204 | 1205 | 1206 | 1207 | 1208 | ► | ►►
Weitere Ereignisse | Allgemeiner Nekrolog 1204
Die Beschreibung der verstorbenen Person sollte so kurz wie möglich gehalten sein und nur deren signifikante Tätigkeit(en) enthalten.
Neue Namen ggf. auch unter dem Geburts- und Sterbedatum, also etwa unter 1. Januar und im Geburts- und Sterbejahr (2024) eintragen (nur bei entsprechender großer Wichtigkeit). Für Beispiele siehe die schon vorhandenen Artikel.
Außerdem über die fünf zuletzt Verstorbenen, zu denen es einen ausreichend guten Artikel für eine Präsentation auf der Hauptseite gibt, nach der todesbedingten Überarbeitung der Artikel ggf. auch unter Wikipedia Diskussion:Hauptseite informieren und sie am besten auch in den anderen Wikipedia-Sprachversionen eintragen. Tipp: Regelmäßig bei news.google.de nach „ist tot“, „gestorben“ oder „verstorben“ suchen.
Wenn eine Person gestorben ist, gibt es viele Seiten zu dieser Person in der Wikipedia, die davon auch betroffen sind und entsprechend aktualisiert werden müssen. Beispiele: Namenübersichtsseite, Geburtsjahr, Geburtsort-Seiten und viele mehr.
Wie finde ich die betroffenen Seiten?
Im Suchfeld auf der linken Seite gibt man den Suchbegriff so ein: „Vorname Nachname“. Dann klickt man auf Volltext und alle Seiten mit entsprechendem Suchtext werden aufgerufen. Hier sieht man dann schnell, wo auch das Todesjahr Sinn macht oder sogar ein Teil des Artikels angepasst werden muss. Auch hilft das „Werkzeug“ auf der linken Seite sehr gut, um solche Seiten aufzufinden: „Links auf diese Seite“. Somit ist die Wikipedia wieder aktuell in allen Bereichen! Hinweis: bei Eintragung der Kategorie „Gestorben JAHR“ wird der Missbrauchsfilter 49 ausgelöst, was jedoch nicht schlimm ist. Siehe: Spezial:Missbrauchsfilter/49
Dies ist eine Liste von im Jahr 1204 verstorbenen bekannten Persönlichkeiten. Die Einträge erfolgen innerhalb der einzelnen Daten alphabetisch sortiert. Tiere sind im Nekrolog für Tiere zu finden.

## Januar
| Tag        | Name        | Beruf, bekannt als                | Alter | Beleg |
| ---------- | ----------- | --------------------------------- | ----- | ----- |
| 1. Januar  | Håkon III.  | norwegischer König                |       |       |
| 28. Januar | Alexios IV. | byzantinischer Kaiser (1203–1204) |       |       |
| 28. Januar | Isaak II.   | byzantinischer Kaiser             |       |       |

## Februar
| Tag         | Name                 | Beruf, bekannt als                                   | Alter | Beleg |
| ----------- | -------------------- | ---------------------------------------------------- | ----- | ----- |
| 15. Februar | Sinjong              | 20. König des Goryeo-Reiches und der Goryeo-Dynastie | 49    |       |
| 16. Februar | Manegold von Hallwyl | Abt im Kloster St. Blasien                           |       |       |
| Februar     | Nikolaos Kanabos     | Kaiser des Byzantinischen Reiches                    |       |       |

## April
| Tag       | Name                      | Beruf, bekannt als                     | Alter | Beleg |
| --------- | ------------------------- | -------------------------------------- | ----- | ----- |
| 1. April  | Eleonore von Aquitanien   | Königin von England und von Frankreich | 82    |       |
| 13. April | Alexios V.                | Kaiser von Byzanz (1204)               |       |       |
| 23. April | Konrad III. von Laichling | Bischof von Regensburg                 |       |       |

## Mai
| Tag    | Name              | Beruf, bekannt als    | Alter | Beleg |
| ------ | ----------------- | --------------------- | ----- | ----- |
| 9. Mai | Agnes von Staufen | Pfalzgräfin bei Rhein |       |       |

## Juni
| Tag      | Name                  | Beruf, bekannt als                      | Alter | Beleg |
| -------- | --------------------- | --------------------------------------- | ----- | ----- |
| 15. Juni | Isfried von Ratzeburg | Prämonstratenser, Bischof von Ratzeburg |       |       |

## August
| Tag        | Name                | Beruf, bekannt als                                              | Alter | Beleg |
| ---------- | ------------------- | --------------------------------------------------------------- | ----- | ----- |
| 11. August | Guttorm Sigurdsson  | norwegischer König                                              |       |       |
| 12. August | Berthold IV.        | Graf von Andechs, Herzog von Meranien und Markgraf von Istrien  |       |       |
| 14. August | Minamoto no Yoriie  | japanischer Shogun des Kamakura-Shogunates                      | 21    |       |
| 29. August | Marie von Champagne | Gräfin von Flandern und lateinische Kaiserin von Konstantinopel |       |       |

## November
| Tag          | Name         | Beruf, bekannt als | Alter | Beleg |
| ------------ | ------------ | ------------------ | ----- | ----- |
| 28. November | Guigues III. | Graf von Forez     |       |       |
| 30. November | Emmerich     | König von Ungarn   |       |       |

## Dezember
| Tag          | Name                  | Beruf, bekannt als                                   | Alter | Beleg |
| ------------ | --------------------- | ---------------------------------------------------- | ----- | ----- |
| 13. Dezember | Maimonides            | jüdischer Philosoph, Arzt, Autor und Rechtsgelehrter |       |       |
| 16. Dezember | Heinrich von Klingen  | Abt des Klosters St. Gallen (1200–1204)              |       |       |
| 22. Dezember | Fujiwara no Toshinari | japanischer Dichter                                  |       |       |

## Datum unbekannt
| Tag | Name                                     | Beruf, bekannt als | Alter | Beleg |
| --- | ---------------------------------------- | --- | ----- | ----- |
|     | Robert de Beaumont, 4. Earl of Leicester | anglo-normannischer Adliger und Lord High Steward von England                                                                              |       |       |
|     | Duncan, 4. Earl of Fife                  | schottischer Magnat |       |       |
|     | Esbern Snare                             | dänischer Häuptling und Heerführer |       |       |
|     | Gilles II. de Trazegnies                 | Connétable von Flandern, Kreuzfahrer |       |       |
|     | Gyergom Tshülthrim Sengge                | Gründer des Shugseb-Kagyü-Schulrichtung des tibetischen Buddhismus, (Vajrayana) Gründer des Shugseb-Kloster (des Stammklosters der Schule) |       |       |
|     | Hugo II. von Saint-Omer                  | Titularfürst von Galiläa |       |       |
|     | Jamukha Gurkhan                          | Blutsbruder des späteren Dschingis Khan |       |       |
|     | Muhyi ad-Din Mas'ud Schah                | Fürst der Rum-Seldschuken in Ankara |       |       |
|     | Gevher Nesibe                            | Prinzessin des Sultanats der Rum-Seldschuken                                                                                               |       |       |
|     | Matilda de Percy                         | englische Adlige |       |       |
|     | Pierre d’Amiens                          | Kastellan von Amiens, Herr von Vignacourt und Flexicourt, Kreuzfahrer                                                                      |       |       |
|     | Suleiman II.                             | Sultan von Rum |       |       |
|     | Wernher I.                               | Stiftspropst von Berchtesgaden, Dompropst von Salzburg                                                                                     |       |       |